# María del Mar Rominguera Salazar
María del Mar Rominguera Salazar (Ceuta, 18 de junio de 1966) es una política española miembro del Partido Socialista Obrero Español. Ha sido diputada por Zamora para las X, XI y XII legislaturas.

## Biografía

### Profesión
María del Mar Rominguera Salazar es licenciada en derecho y abogada.

### Carrera política
Es secretaria general de la agrupación socialista local de Zamora.
El 20 de noviembre de 2011, en las Elecciones generales de España de 2011, fue elegida diputada por Zamora al Congreso de los Diputados. Fue reelegida en las elecciones generales de 2015 y de 2016.
En el Congreso es portavoz de la Comisión de Fomento.